# 한국소프트웨어저작권협회
한국소프트웨어저작권협회(Korea Software Property-Right Council)는 소프트웨어 사업과 관련된 지적재산권의 보호 및 소프트웨어 보호와 관련한 제반활동을 목적으로 2000년 5월 29일 설립된 대한민국 문화체육관광부 소관의 사단법인이다.

## 주요 사업
- 소프트웨어 정품사용 의식의 고취를 위한 계몽 및 홍보
- 소프트웨어 저작권 보호를 위한 제도 개선활동
- 소프트웨어 불법복제의 방지, 예방 상담
- 소프트웨어 저작권 관련 컨설팅, 교육 세미나
- 소프트웨어 자산관리에 관한 자격검정과 모범기업 인증에 관한 사항
- 소프트웨어 불법복제 관련 통계조사 및 연구
- 소프트웨어 지적재산권 관련 출판